# オサダ文昭堂
株式会社オサダ文昭堂（オサダぶんしょうどう、Osada Bunshodo Co.,Ltd.）は、岡山県岡山市に本社を置く、書店である。TSUTAYAとフランチャイズ加盟し、「TSUTAYA AZ」を展開する。
「AZ」（アズ）の名称の由来は、「本のことならAからZまで」から来ている。

## 沿革
- 1955年（昭和30年）3月 - 創業。
- 1976年（昭和51年）3月 - 株式会社化。「ブックプラザAZ」を展開。
- 2007年（平成19年）11月 - TSUTAYA（カルチュア・コンビニエンス・クラブ）とフランチャイズ加盟し、3店舗の店舗名を「TSUTAYA AZ」へ改める。[1]

## 店舗
岡山市
- TSUTAYA AZ岡南店 - 〒702-8053　岡山県岡山市南区築港栄町5-12（旧・ブックプラザAZ（アズ）本店）
- G-PAPILS岡南校
- 学研AZ岡南教室

倉敷市
- TSUTAYA玉島店 - 倉敷市玉島1651-1 玉島ショッピングセンターTOPS内

### かつて存在した店舗
岡山市
- ブックプラザAZ洲崎店
- ブックプラザAZ雄町店 - 岡山市雄町266-1
- ブックプラザAZ山南店
- ブックプラザAZ青江店
- 古本王/Wanpaku岡南店 - 岡山市南区築港新町2-4-5
- TSUTAYA AZ平井店 - 岡山市中区平井7-18-16（旧・ブックプラザAZ（アズ）平井店）
- 韓国食品雑貨KマートAZ平井店

玉野市
- TSUTAYA玉野店 - 玉野市宇野1-11-1

倉敷市
- ブックプラザAZ倉敷中島店 - 倉敷市中島995-1
- ブックプラザAZ児島店 - 倉敷市児島下の町2−1576−96
- ブックプラザAZとみやま店 - 倉敷市阿知2−2−17
- ブックプラザAZ玉島店 - 倉敷市玉島中央町2−3−6
- 100円均一ショップ シルク児島店 - 倉敷市児島下の町2-1576-96（AZ児島店内）
- ブックプラザAZ茶屋町店 - 倉敷市茶屋町601-2

瀬戸内市
- ブックプラザAZ邑久店 - 瀬戸内市邑久町尾張191-1

津山市
- ブックプラザAZアルネ津山店 - 津山市新魚町17